# Aerides leeana
Aerides leeana Rchb.f., es una especie de orquídea epífita incluida en la subfamilia Epidendroideae.

## Distribución y hábitat
Es endémica de las Filipinas en Luzón en hábitats fragmentados (Bataan, Camarines Norte, Camarines Sur, Cavite, Quezon, Rizal) y la isla de Sámar. Su hábitat natural son las selvas de tierras bajas húmedas tropicales y subtropicales. Está tratada en peligro de extinción por pérdida de hábitat.

## Descripción
Es una orquídea de tamaño mediano, monopodial, que prefiere clima fresco a caliente, es epífita con hojas coriáceas, bilobulada en el ápice de manera desigual con flores colgantes en una inflorescencia de 40 a 115 cm de largo, densamente cubierta con muchas flores de cera de larga vida que florece en la primavera.

## Taxonomía
Aerides leeana fue descrita por Heinrich Gustav Reichenbach y publicado en The Gardeners' Chronicle & Agricultural Gazette 15: 656. 1881.
Etimología
Aerides (abreviado Aer.): nombre genérico que procede de las palabras griegas: "aer" = "aire" y "eides" = "asemejando", aludiendo al hábito de epífitas de estas plantas que aparentemente se alimentan de nada, solo de lo que la atmósfera pueda ofrecerles. 
leeana: epíteto otorgado en honor de Lee (un entusiasta inglés de las orquídeas de los años 1800.
Sinonimia
- Aerides jarckiana Schltr. (1915).
- Saccolabium semiclausum Kraenzl. (1916).
- Aerides recurvipes J.J.Sm. (1926).
- Aerides jarckiana var. smithii Ames & Quisumb. (1933).
- Aerides jarckiana f. alba Valmayor & D.Tiu (1983).[4][5]